# Carl Kahler
Carl Kahler (scritto anche Karl Kahler; Linz, 12 settembre 1856 – San Francisco, 18 aprile 1906) è stato un pittore e ritrattista austriaco, celebre per i suoi quadri di gatti.

## Biografia

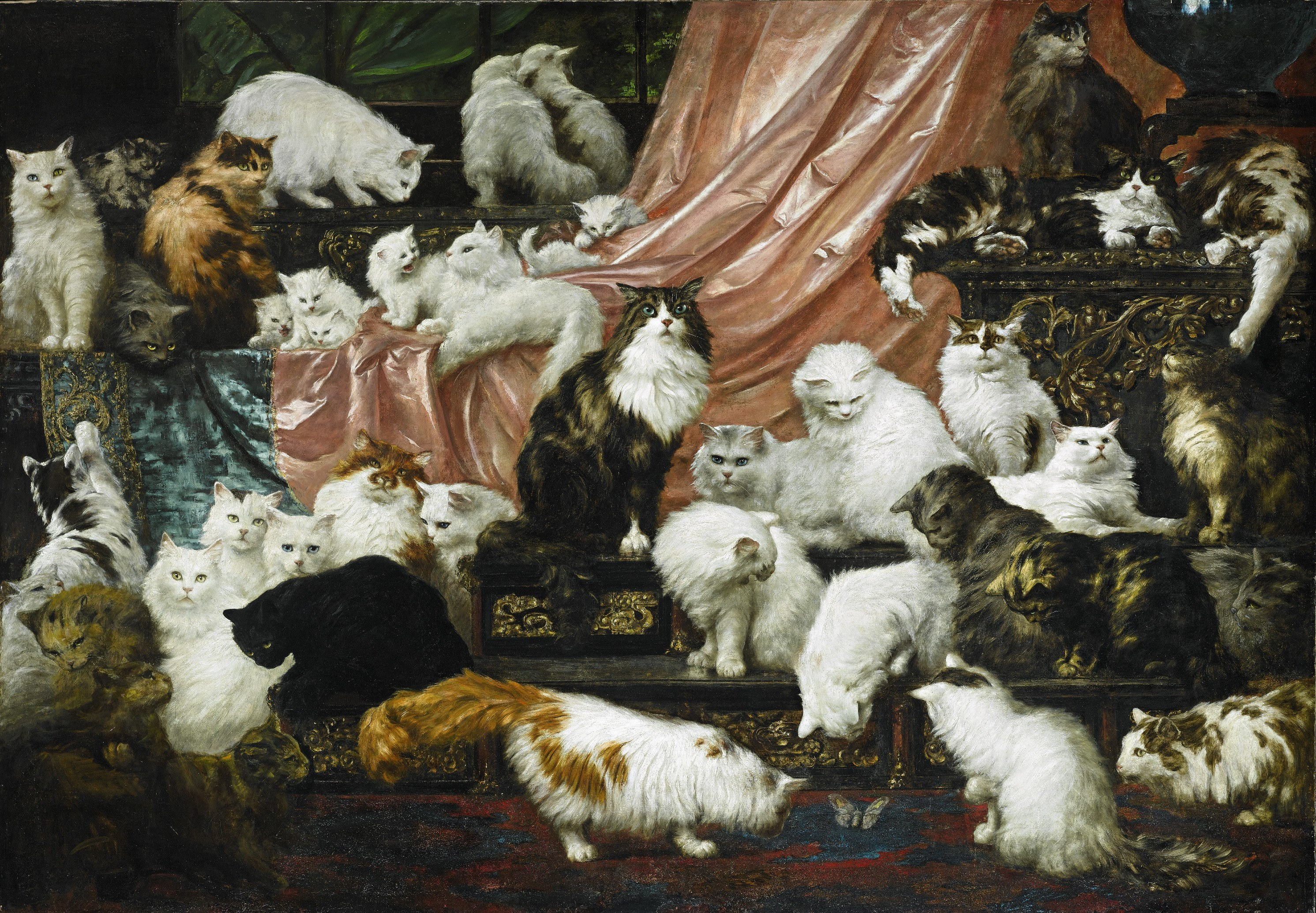
Carl Kahler, Gli amanti di mia moglie, 1891, 1,82 x 2,59 m. Collezione privata

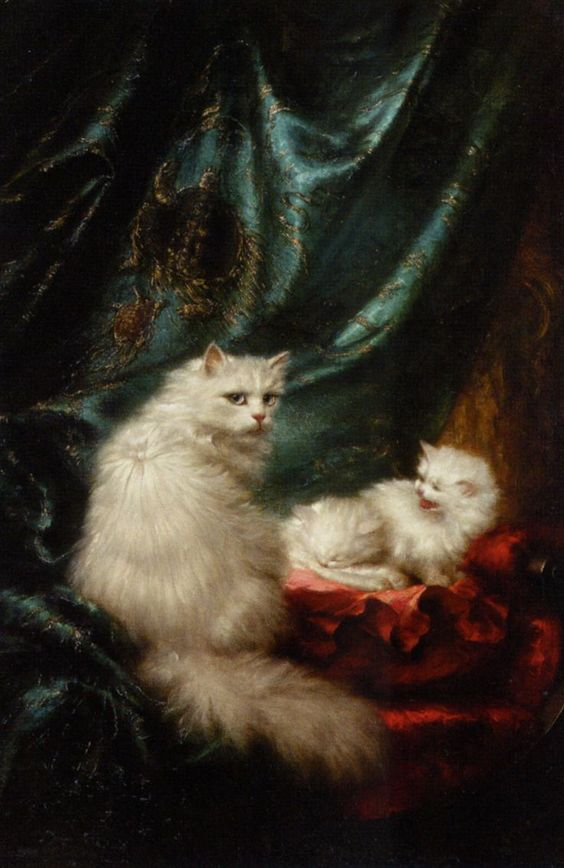
Carl Kahler, Gatti da salotto

Kahler nacque a Linz e studiò all'Accademia delle belle arti di Monaco di Baviera. Espose dal 1881 al 1888 le sue opere, riscuotendo successo. Si stabilì prima in Australia, poi a New York ed infine a San Francisco, dove fu contattato dalla milionaria californiana Kate Birdsall Johnson, con cui stipulò un contatto triennale per dipingere i suoi gatti: tra questi dipinti il più celebre è Gli amanti di mia moglie, in cui sono rappresentati i 42 gatti più amati tra i 350 posseduti dalla committente, indagati nelle loro peculiarità caratteriali.
Karl Kahler morì all'età di 49 anni, vittima del terremoto di San Francisco del 1906.

## Opere
- Odalisca, (1882)
- Due donne con un cane
- Il giorno della coppa, (1887)
- Il giorno del Derby, (1887)
- Gli amanti di mia moglie, (1891)
- Ritratto di famiglia
- Gatti da salotto